# Arghīn
Arghīn (persiska: ارغين, اَرقين) är en ort i Iran.   Den ligger i provinsen Zanjan, i den nordvästra delen av landet, 260 km väster om huvudstaden Teheran. Arghīn ligger 1 872 meter över havet och antalet invånare är 936.
Terrängen runt Arghīn är platt åt nordost, men åt sydväst är den kuperad.Runt Arghīn är det ganska glesbefolkat, med 34 invånare per kvadratkilometer. Närmaste större samhälle är Qīdar, 7,3 km sydost om Arghīn. Trakten runt Arghīn består i huvudsak av gräsmarker.